# Bête de somme
Une bête de somme, animal de charge ou animal de portage, est un animal domestique utilisé par l'homme comme animal de travail pour porter des charges. Il s'agit le plus souvent d'un quadrupède dont le dos est équipé d'un dispositif permettant de mieux répartir le poids des objets à transporter et de stabiliser ceux-ci lors des mouvements de l'animal. Par extension, cette expression désigne aussi les animaux utilisés pour la traction animale et, au sens figuré, un humain accablé de travail.

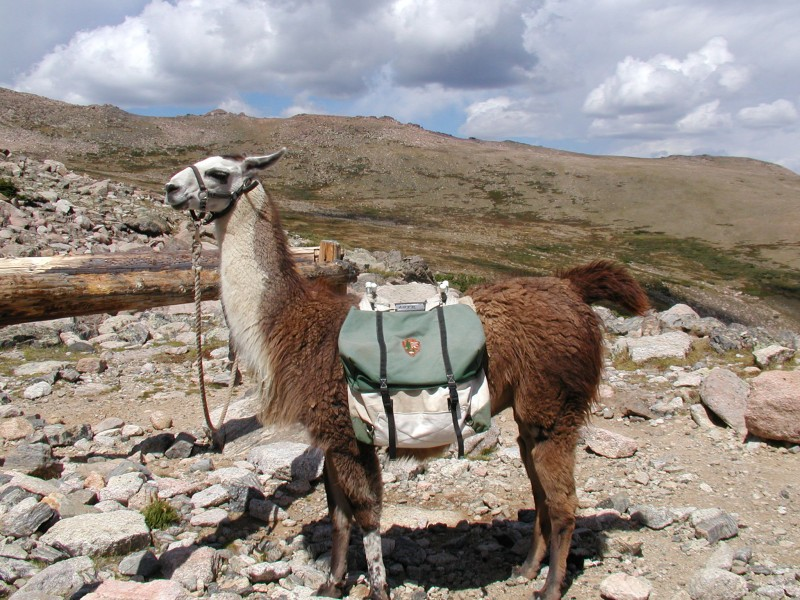
Lama dans le Parc national de Rocky Mountain, en 2005

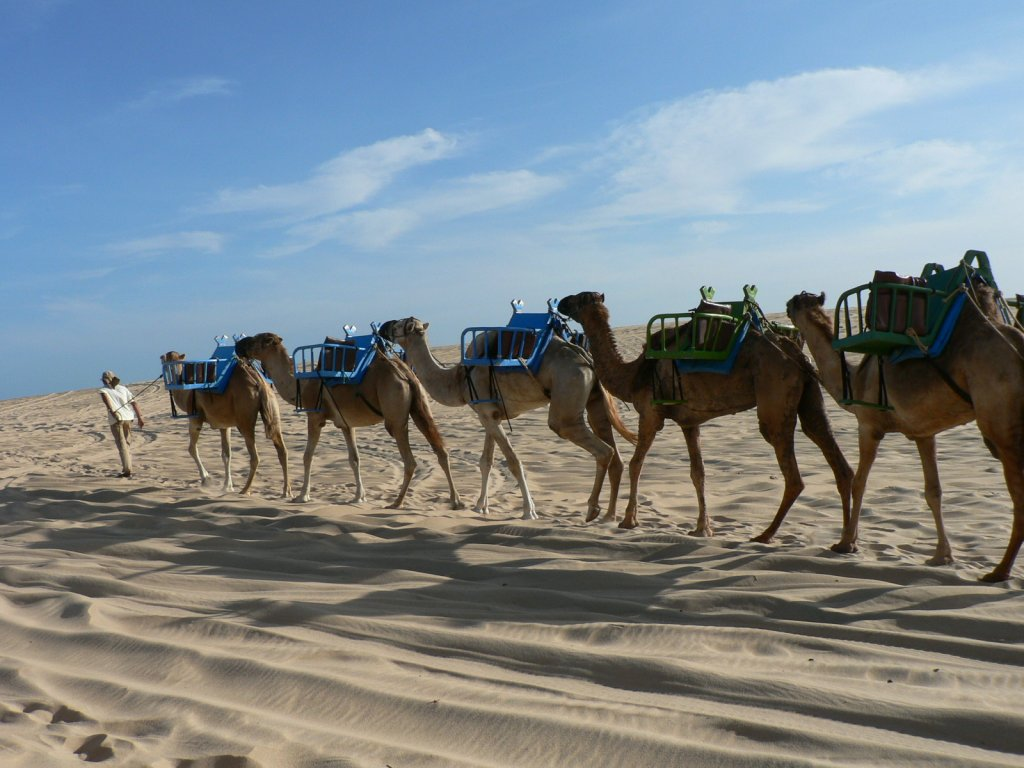
Caravane de dromadaires au Brésil, en 2006

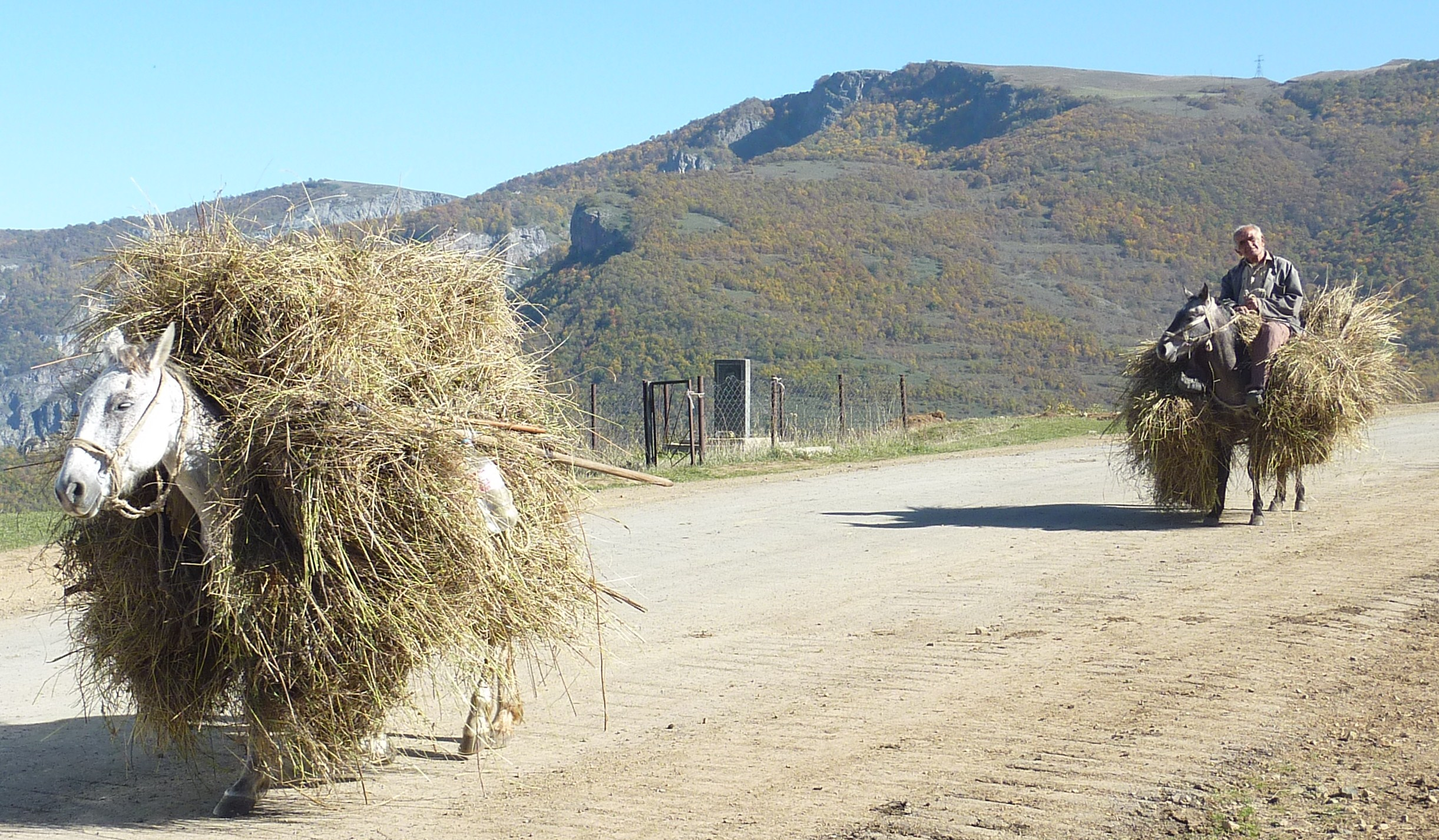
Transport de foin en Arménie, en 2010

## Étymologie
La somme est un mot issu du bas latin sauma, lui-même du grec ancien σάγμα qui signifie « charge, attirail, harnais, bât », devenu par la suite soma au VIIIe, et qui signifie « bât ».
À partir du XIIe, « la somme » est la « charge, fardeau que peut porter un cheval, un mulet, etc. ». Par glissement de sens, à la fin du XVIe siècle, la locution bête de somme est utilisée pour désigner « une bête propre à porter des fardeaux ».
On a également utilisé le mot sommier à signification analogue.

## Dispositifs
Le bât est le plus utilisé, avec le bât-selle qui permet de porter en plus un humain. L'animal peut aussi être équipé d'un cacolet, objet d'osier formant deux selles parallèles pour deux cavaliers ou bien deux paniers pour transporter des denrées.

## Liste d'animaux de charge
- Cheval de bât
- Mulet ou mule
- Âne
- Bœuf
- Buffle domestique
- Yak
- Chameau
- Dromadaire
- Lama
- Renne
- Chien
- Éléphant d'Asie, etc.

## Humains

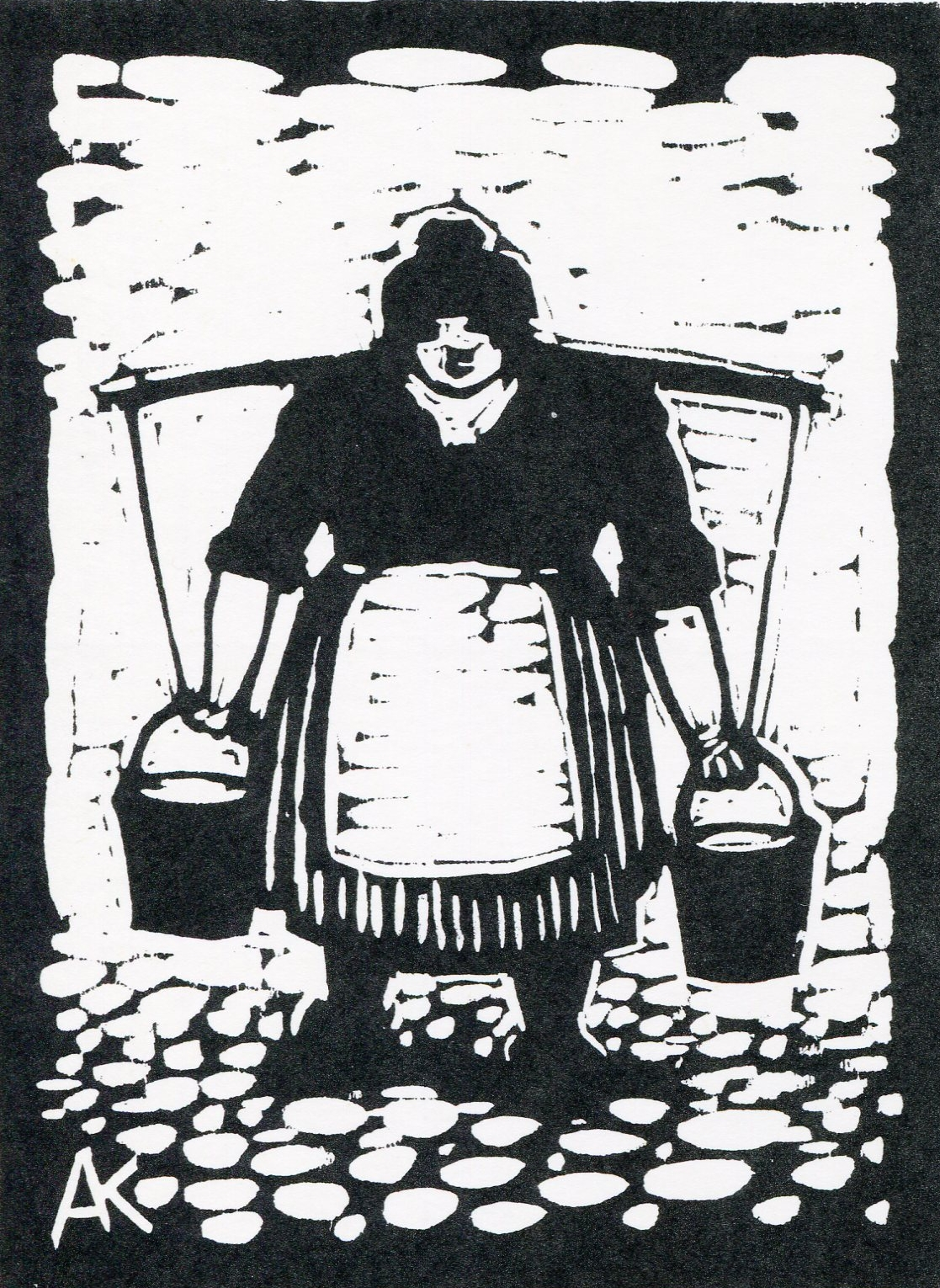
Femme portant des seaux à l'aide d'une palanche.

À partir du XVIIIe siècle, par analogie avec les animaux, la locution « bête de somme » est utilisée au sens figuré, notamment par Voltaire en 1756 dans son Essai sur les mœurs et l'esprit des nations, pour désigner une personne effectuant des travaux pénibles, à l'image des animaux de charge.
En pratique, avant même d'avoir su utiliser les animaux pour les y aider, les humains assument depuis toujours le portage de charges.
Ils s'aident pour cela de dispositifs plus adaptés à la morphologie humaine comme la palanche utilisée par les porteurs d'eau appelée aussi localement « jouquet » ou « canole », sorte de joug posé sur les épaules et qui aide à porter deux seaux,, ou bien, pour porter la charge sur le dos, d'une hotte, une claie de portage, un sac à dos, etc.. Le portage peut être fait également à l'aide d'un récipient posé en équilibre sur la tête.
Au XVIe, on disait aussi « servir à sac et à somme » pour dire « être soumis à des corvées ».

## Dans la culture

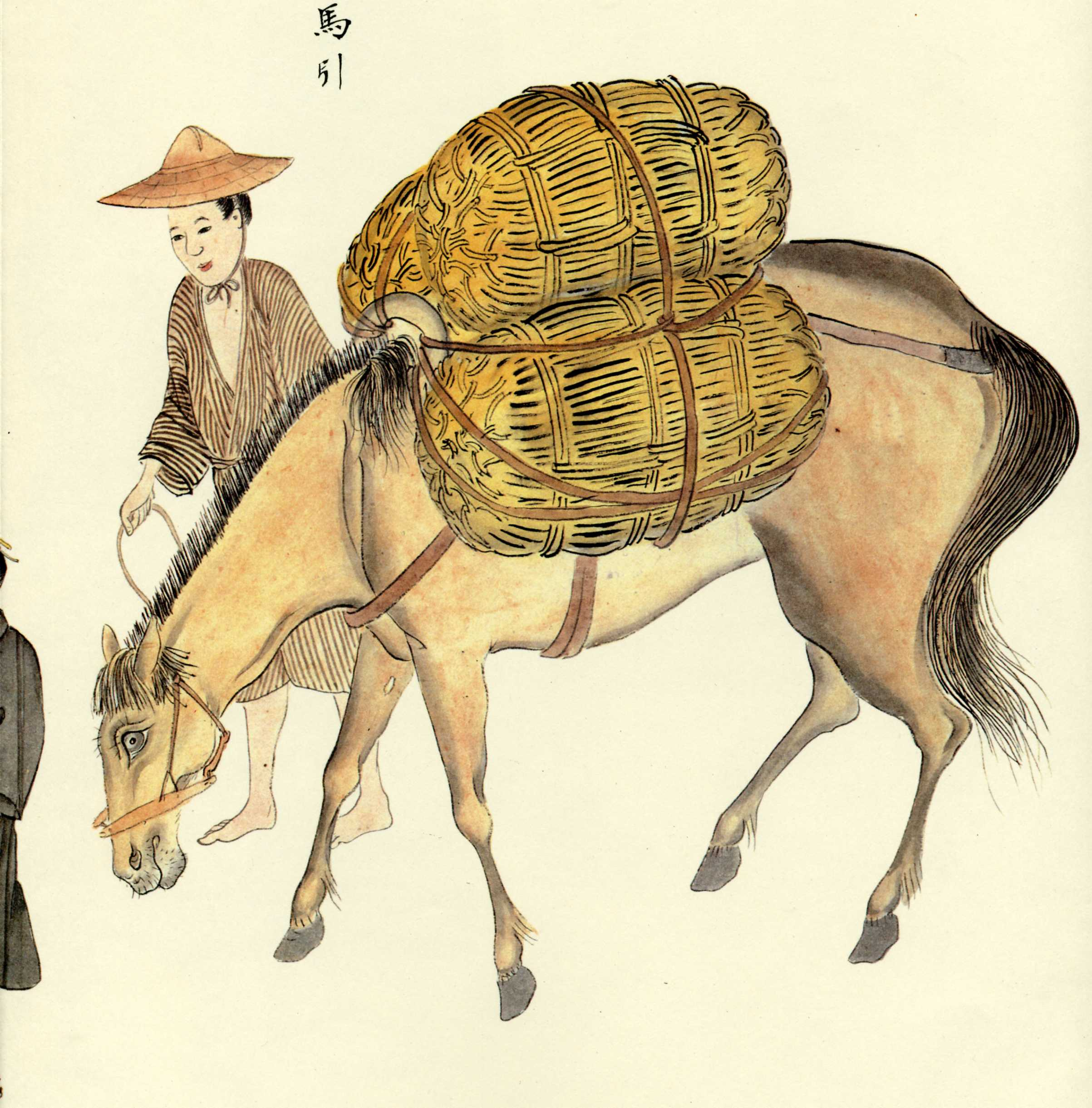
Cheval du royaume de Ryūkyū, Japon XIXe
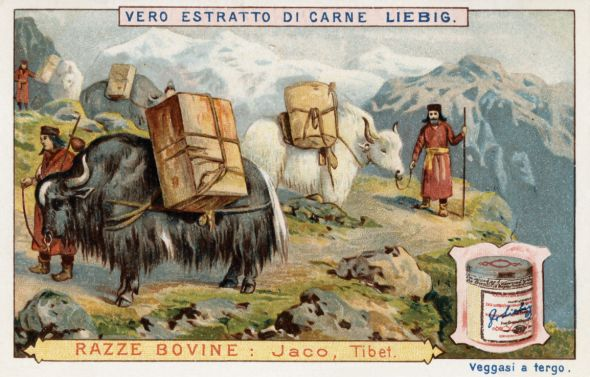
Publicité pour un extrait de viande, vers 1900
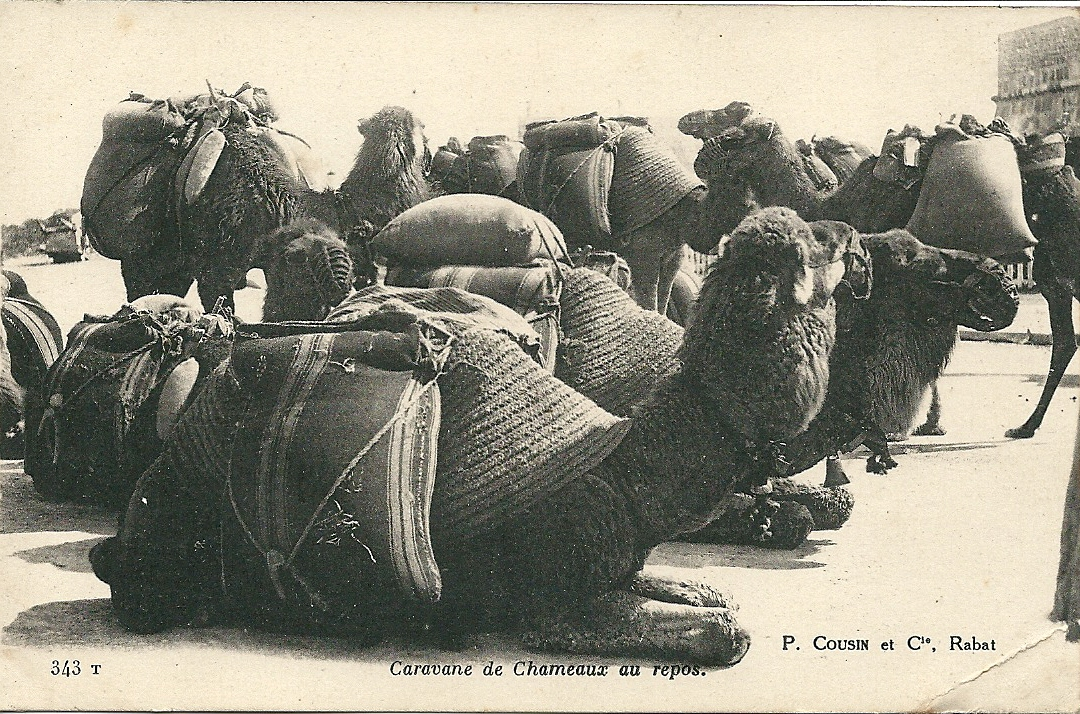
Caravane de dromadaires au repos en Afrique du nord, début du XXe